# Adolph Christian Meyer
Adolph Christian Meyer (ved dåben: Christian Adolph) (24. juni 1803 i København – 10. april 1878 sammesteds) var en dansk højesteretsassessor, far til Vilhelm Meyer.
Han var en søn af rentekammerdeputeret Johann Heinrich Elias Meyer, blev 1821 privat dimitteret til Københavns Universitet, 1826 juridisk kandidat, 1830 auditør i Hæren, 1838 surnumerær assessor i Den kongelige Landsoverret samt Hof- og Stadsret, 1841 virkelig assessor sammesteds, overgik 1845 som assessor i Københavns Kriminal- og Politiret og udnævntes 1856 til assessor i Højesteret, i hvilken stilling han forblev indtil sin død, 10. april 1878 i København. Meyer, der nød megen anseelse for sin fremragende dygtighed og store skarpsindighed, fik 1836 titel af overauditør, 1852 af justitsråd, blev 18. november 1859 Ridder af Dannebrog og 26. maj 1867 Dannebrogsmand og udnævntes 21. maj 1874 til Kommandør af 2. grad af Dannebrog. Ved siden af sin egentlige embedsgerning fungerede han i en længere årrække (1858-1869) på regeringens vegne som medlem af Den sjællandske Jernbanes kontrolkomité.
21. november 1834 blev han gift med Emilie Johanne Blom (30. maj 1812 – 10. februar 1896). en søster til tømrermester Julius Blom.